# Nuh (Sure)
Nuh (arabisch نوح, DMG Nūḥ ‚Noach‘) ist die 71. Sure des Korans, sie enthält 28 Verse. Die Sure gehört zu den Teilen des Korans, die in der zweiten mekkanischen Periode offenbart wurden (615–620). Ihr Titel bezieht sich auf den ersten Vers.
Die Sure besteht fast vollständig aus einer Ansprache Noachs, der im Islam als Prophet geehrt wird. Er berichtet Gott, wie er sein Volk mit Bitten und Drohungen erfolglos zu ermahnen versucht hat. Sie weigern sich, ihre Götter zu verlassen, die in Vers 23 namentlich genannt werden: Wadd, Suwa’, Yaguth, Ya’uq und Nasr. Laut Vers 25 werden sie schließlich ihrer Sünden wegen im Diesseits mit Ertrinken und im Jenseits mit dem Höllenfeuer bestraft.